# Segelplan

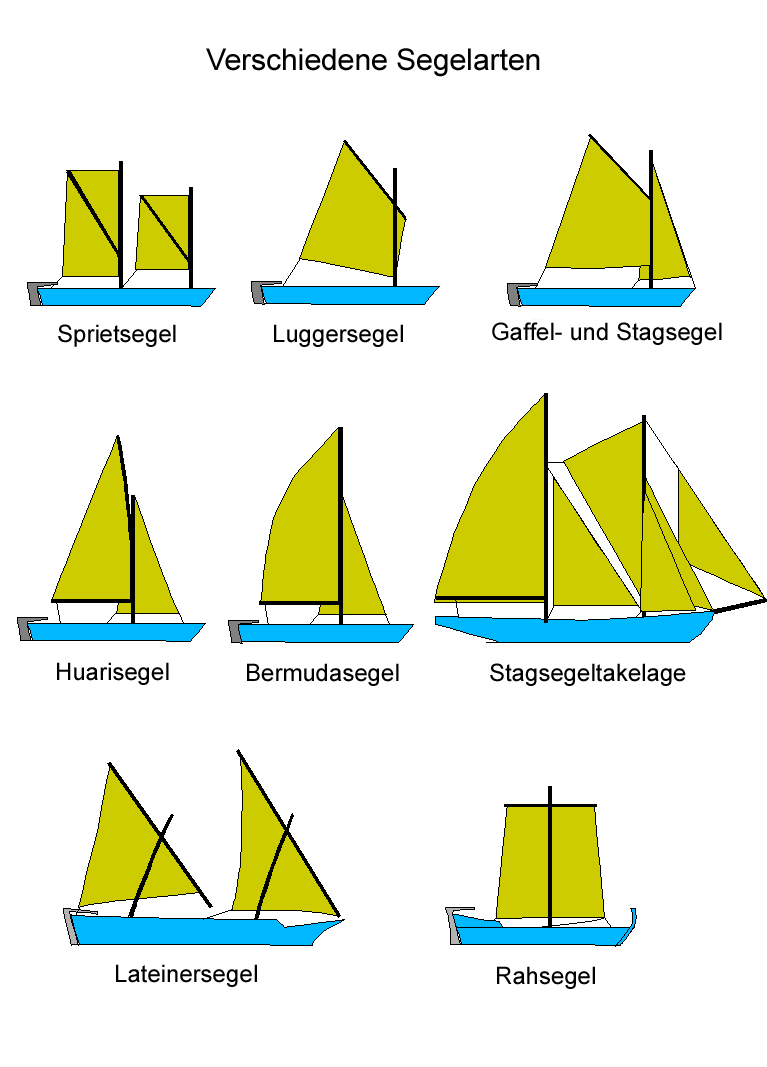
Segelpläne für sieben verschiedene Takelungen

Als Segelplan, auch Segelriss oder Besegelung, bezeichnet man die exakte zeichnerische Darstellung aller Segel (gegebenenfalls einschließlich der notwendigen Fallen, Schoten, Niederholer etc.) eines Schiffes.
Der Segelplan berücksichtigt die Art, Form, Größe, Zahl und Anordnung der Segel. Er weist eindeutig die Art des Segelschiffes aus: Rahsegler (Vollschiff, Bark, Brigg), Gaffelschoner, Toppsegelschoner, Mischtypen (Schonerbark, Schonerbrigg), Yacht oder Ketsch. Auch Auxiliar-Segler und Segeldampfer werden durch den Segelplan beschrieben. Aus dem Segelplan ist die Segelfläche bestimmbar.